# Правило Глогера
Правило Глогера состоит в том, что среди родственных друг другу форм (разных рас или подвидов одного вида, родственных видов) гомойотермных (теплокровных) животных, те, которые обитают в условиях тёплого и влажного климата, окрашены ярче, чем те, которые обитают в условиях холодного и сухого климата, последние имеют интенсивную пигментацию тела (чаще черную или темно-коричневую). Установлено в 1833 году Константином Глогером (Gloger C. W. L.; 1803—1863), польским и немецким орнитологом.
К примеру, большинство пустынных видов птиц окрашены тусклее, чем их родственники из субтропических и тропических лесов. Объясняться правило Глогера может как соображениями маскировки, так и влиянием климатических условий на синтез пигментов. В определённой степени правило Глогера распространяется и на пойкилотермных (холоднокровных) животных, в частности, насекомых и моллюсков. Число исключений из этого правила резко увеличилось (индустриальный меланизм).
Среди млекопитающих в экваториальных и тропических регионах наблюдается заметная тенденция иметь более темный цвет кожи, чем их сородичи, обитающие на полюсах. В данном случае основной причиной, вероятно, является необходимость лучшей защиты от интенсивного солнечного ультрафиолетового излучения в более низких широтах. Наоборот, белый окрас встречается чаще в арктических условиях, потому что, помимо маскировки, белое имеет особенность рассеивать солнечные лучи прямо на кожу, что позволяет солнцу более эффективно согревать животное. Целью этой разницы в окраске является необходимость максимально использовать ультрафиолетовое излучение Солнца, необходимое для выработки некоторых витаминов, в частности витамина D.
Этот принцип также ярко продемонстрирован среди человеческих популяций. Популяции, которые эволюционировали в более солнечных условиях ближе к экватору, как правило, более темно-пигментированы, чем популяции, происходящие дальше от экватора. Однако есть исключения; среди наиболее известных-тибетцы и инуиты, у которых кожа темнее , чем можно было бы ожидать от их родных широт. В первом случае это, по-видимому, адаптация к чрезвычайно высокому ультрафиолетовому излучению на Тибетском плато в то время как во втором случае необходимость поглощать ультрафиолетовое излучение облегчается диетой эскимосов , естественно богатой витамином D.